# 소규모 아카시아 밴드 이야기
"소규모 아카시아 밴드 이야기"(Sogyumo Acacia Band's Story)는 한국에서 제작된 민환기 감독의 2009년 다큐멘터리 영화이다. 소규모 아카시아 밴드 등이 주연으로 출연하였고 이충직 등이 제작에 참여하였다.

## 출연

### 주연
- 소규모 아카시아 밴드
- 송은지
- 민홍
- 요조
- 오진호
- 정주영
- 김관영

## 기타
- 프로듀서: 윤부희
- 조연출: 마아림
- 사운드믹스: 김원
- 애니메이션연출: 고혜민
- 애니메이션연출: 구미정
- 애니메이션연출: 백현정
- 애니메이션제작: 이윤택
- 애니메이터: 이영미
- 테크니컬수퍼바이저: 김우일
- 팬타포트촬영: 한만욱
- 팬타포트촬영: 구자준
- 팬타포트촬영: 김인배